# Мошковський район
Мошковський район — адміністративно-територіальна одиниця в складі Новосибірської області Росії. Районний центр — селище міського типу Мошково. 

## Географія
Район розташований на сході області. Межує з Болотнинським, Тогучинським, Новосибірським і Коливанським районами. Територія району становить 2,59 тисяч км². Чисельність населення — 39,9 тисяч чоловік. 
У складі району 2 селища міського типу і 47 сільських населених пунктів, об'єднаних в 11 поселень.

## Персоналії
На території району народились:
- Свілюков Олександр Федорович (* 1924 — † 2008) — полковник, повний кавалер ордена Слави (село Орловка).

## Населення
| 2002    | 2009    | 2010    | 2011    | 2012    | 2013    | 2014    |
| ------- | ------- | ------- | ------- | ------- | ------- | ------- |
| 41 281  | ↘39 572 | ↘39 407 | ↘39 123 | ↗39 293 | ↗39 555 | ↗39 810 |
| 2015    | 2016    | 2017    | 2018    | 2019    |         |         |
| ↘39 327 | ↗40 614 | ↗41 668 | ↗42 145 | ↘41 784 |         |         |